# 三灣改編

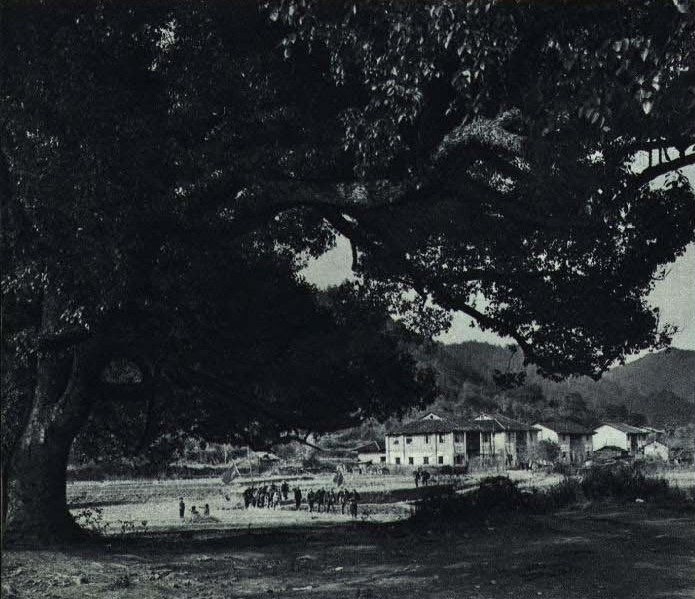
1967年江西永新县三湾

三湾改编，是1927年毛泽东發動秋收起义失败后对残余部队的一次整编。

## 经过
秋收起义失败后，毛澤東率领餘部向南，湘赣边界方向退去，在明确向井冈山区转移后，部队在1927年9月29日到达江西永新县三湾村时，当时的中共中央前敌委员会指挥团体决定对残餘部队进行整编。整编时残部仅存不足千人，當時军队基层中没有共产党组织。
整编内容包括有：
1. 资遣一部分不愿留队的人员，部队缩编为1个团，改称工农革命军第一军第一师第一团；
2. 在部队中建立中共党组织，做到连有支部（党支部建在连上），营团有党委，连以上设党代表；
3. 规定官长不打士兵，官兵待遇平等；
4. 建立士兵委员会，参加部队的管理，协助进行政治工作和群众工作。

部队由毛泽东为书记的中共中央前敌委员会统一领导。

## 评价
- 罗荣桓（三湾改编后任特务连党代表）：“三湾改编，实际上是我军的新生，正是从这时开始，确立了党对军队的领导。当时，如果不是毛泽东同志英明地解决了这个根本性的问题，那么，这支部队便不会有政治灵魂，不会有明确的行动纲领。”